# Schwanenwerder
Schwanenwerder o Insel Schwanenwerder (Isla Schwanenwerder) es una isla en el río Havel, en Berlín, Alemania. Esta en la localidad de Nikolassee en el barrio de Steglitz-Zehlendorf, y está situada en un tramo amplio del río, cerca de la costa oriental. En el lado opuesto, en la orilla occidental, se encuentra Kladow, al sur, el Wannsee. Schwanenwerder es una zona residencial cara, existe un campamento de verano para niños que se encuentra en la isla.